# Campionato europeo femminile di calcio 2017
La dodicesima edizione del Campionato europeo femminile di calcio si è svolta nei Paesi Bassi tra il 16 luglio e il 6 agosto 2017. L'assegnazione del torneo ai Paesi Bassi è stata data il 4 dicembre 2014 a Nyon, dopo che sette nazioni avevano proposto la propria candidatura. Il numero di squadre partecipanti è stato aumentato da 12 a 16. I Paesi Bassi hanno vinto il torneo per la prima volta nella loro storia sportiva, vincendo tutti i sei incontri disputati nel torneo. La Germania, campione in carica, vincitrice delle sei edizioni precedenti, è stata battuta dalla Danimarca (poi finalista) nei quarti di finale.

## Struttura del torneo
L'allargamento del numero di partecipanti alla fase finale da 12 a 16 ha comportato le seguenti modifiche:
- Nella fase a gironi, i gruppi sono 4 e non più 3;
- Ai quarti di finale si qualificano le due classificate di ciascun girone.

## Qualificazioni
Le qualificazioni sono iniziate il 4 aprile 2015 concludendosi il 25 ottobre 2016. A questa edizione partecipa per la prima volta anche la Nazionale di Andorra. Alle qualificazioni non partecipano Azerbaigian, Bulgaria, Armenia, Cipro, Gibilterra, Liechtenstein e San Marino.
La fase di qualificazione è suddivisa in tre turni:
- Turno preliminare: le 8 Nazionali con il ranking UEFA peggiore sono suddivise in due gruppi da quattro squadre. Ogni gruppo gioca in un girone all'italiana che si disputa in una delle nazioni rappresentate estratte a sorte dalla UEFA. Le due vincitrici dei gironi vengono promosse alla fase a gironi di qualificazione.
- Girone di qualificazione: Le 40 Nazionali (38 dal ranking superiore più le due promosse dal turno preliminare) sono divise in otto gironi da cinque squadre. Ogni gruppo è giocato con il formato del girone all'italiana. Le otto vincitrici dei gironi e le sei migliori seconde (non contando i risultati contro la quinta classificata di ogni girone) si qualificano direttamente per la fase finale, mentre le due restanti seconde classificate si giocano la partecipazione alla fase successiva nella fase dei play-off.
- Play-off: Le due nazionali rimaste giocano due partite di andata e ritorno per determinare l'ultima squadra qualificata.

## Squadre partecipanti
| Pr. | Squadra     | Data di qualificazione certa | Partecipante in quanto                                         | Ultima presenza |
| --- | ----------- | ---------------------------- | -------------------------------------------------------------- | --------------- |
| 1   | Paesi Bassi | 4 dicembre 2014              | Rappresentativa della nazione organizzatrice della fase finale | Svezia 2013     |
| 2   | Francia     | 11 aprile 2016               | Vincitrice gruppo 3 di qualificazione                          | Svezia 2013     |
| 3   | Germania    | 12 aprile 2016               | Vincitrice gruppo 5 di qualificazione                          | Svezia 2013     |
| 4   | Svizzera    | 4 giugno 2016                | Vincitrice gruppo 6 di qualificazione                          | Esordiente      |
| 5   | Inghilterra | 7 giugno 2016                | Vincitrice gruppo 7 di qualificazione                          | Svezia 2013     |
| 6   | Norvegia    | 7 giugno 2016                | Vincitrice gruppo 8 di qualificazione                          | Svezia 2013     |
| 7   | Spagna      | 7 giugno 2016                | Vincitrice gruppo 2 di qualificazione                          | Svezia 2013     |
| 8   | Svezia      | 15 settembre 2016            | Vincitrice gruppo 4 di qualificazione                          | Svezia 2013     |
| 9   | Islanda     | 16 settembre 2016            | Vincitrice gruppo 1 di qualificazione                          | Svezia 2013     |
| 10  | Scozia      | 16 settembre 2016            | Seconda gruppo 1 di qualificazione                             | Esordiente      |
| 11  | Belgio      | 16 settembre 2016            | Seconda gruppo 7 di qualificazione                             | Esordiente      |
| 12  | Austria     | 20 settembre 2016            | Seconda gruppo 8 di qualificazione                             | Esordiente      |
| 13  | Danimarca   | 20 settembre 2016            | Seconda gruppo 4 di qualificazione                             | Svezia 2013     |
| 14  | Italia      | 20 settembre 2016            | Seconda gruppo 6 di qualificazione                             | Svezia 2013     |
| 15  | Russia      | 20 settembre 2016            | Seconda gruppo 5 di qualificazione                             | Svezia 2013     |
| 16  | Portogallo  | 25 ottobre 2016              | Vincitore dello spareggio                                      | Esordiente      |

## Stadi
| Breda                               | Deventer | Deventer | Doetinchem                                  |
| ----------------------------------- | --- | --- | ------------------------------------------- |
| Stadio Rat Verlegh Capacità: 19 000 | Adelaarshorst Capacità: 8 011                                                                                               | Adelaarshorst Capacità: 8 011                                                                                               | Stadion De Vijverberg Capacità: 12 600      |
|                                     | | |                                             |
| Enschede                            | Breda Deventer Doetinchem Enschede Rotterdam Tilburg Utrecht Stadi ospitanti i campionati europei di calcio femminile 2017. | Breda Deventer Doetinchem Enschede Rotterdam Tilburg Utrecht Stadi ospitanti i campionati europei di calcio femminile 2017. | Rotterdam                                   |
| De Grolsch Veste Capacità: 30 205   | Breda Deventer Doetinchem Enschede Rotterdam Tilburg Utrecht Stadi ospitanti i campionati europei di calcio femminile 2017. | Breda Deventer Doetinchem Enschede Rotterdam Tilburg Utrecht Stadi ospitanti i campionati europei di calcio femminile 2017. | Sparta Stadion Het Kasteel Capacità: 11 026 |
|                                     | Breda Deventer Doetinchem Enschede Rotterdam Tilburg Utrecht Stadi ospitanti i campionati europei di calcio femminile 2017. | Breda Deventer Doetinchem Enschede Rotterdam Tilburg Utrecht Stadi ospitanti i campionati europei di calcio femminile 2017. |                                             |
| Tilburg                             | Breda Deventer Doetinchem Enschede Rotterdam Tilburg Utrecht Stadi ospitanti i campionati europei di calcio femminile 2017. | Breda Deventer Doetinchem Enschede Rotterdam Tilburg Utrecht Stadi ospitanti i campionati europei di calcio femminile 2017. | Utrecht                                     |
| Stadio Willem II Capacità: 14 750   | Breda Deventer Doetinchem Enschede Rotterdam Tilburg Utrecht Stadi ospitanti i campionati europei di calcio femminile 2017. | Breda Deventer Doetinchem Enschede Rotterdam Tilburg Utrecht Stadi ospitanti i campionati europei di calcio femminile 2017. | Stadion Galgenwaard Capacità: 24 426        |
|                                     | Breda Deventer Doetinchem Enschede Rotterdam Tilburg Utrecht Stadi ospitanti i campionati europei di calcio femminile 2017. | Breda Deventer Doetinchem Enschede Rotterdam Tilburg Utrecht Stadi ospitanti i campionati europei di calcio femminile 2017. |                                             |

## Sorteggio
Il sorteggio si è svolto l'8 novembre 2016 al teatro Luxor di Rotterdam. I Paesi Bassi sono stati inseriti automaticamente nel gruppo A, mentre le altre squadre sono state divise, in base al ranking UEFA, in quattro urne.
| Fascia 1                                 | Fascia 2                        | Fascia 3                        | Fascia 4                         |
| ---------------------------------------- | ------------------------------- | ------------------------------- | -------------------------------- |
| Paesi Bassi Germania Francia Inghilterra | Norvegia Svezia Spagna Svizzera | Italia Islanda Scozia Danimarca | Austria Belgio Russia Portogallo |

## Fase a gruppi
Vincitore
     Secondo posto
     Semifinali
     Quarti di finale
     Gironi

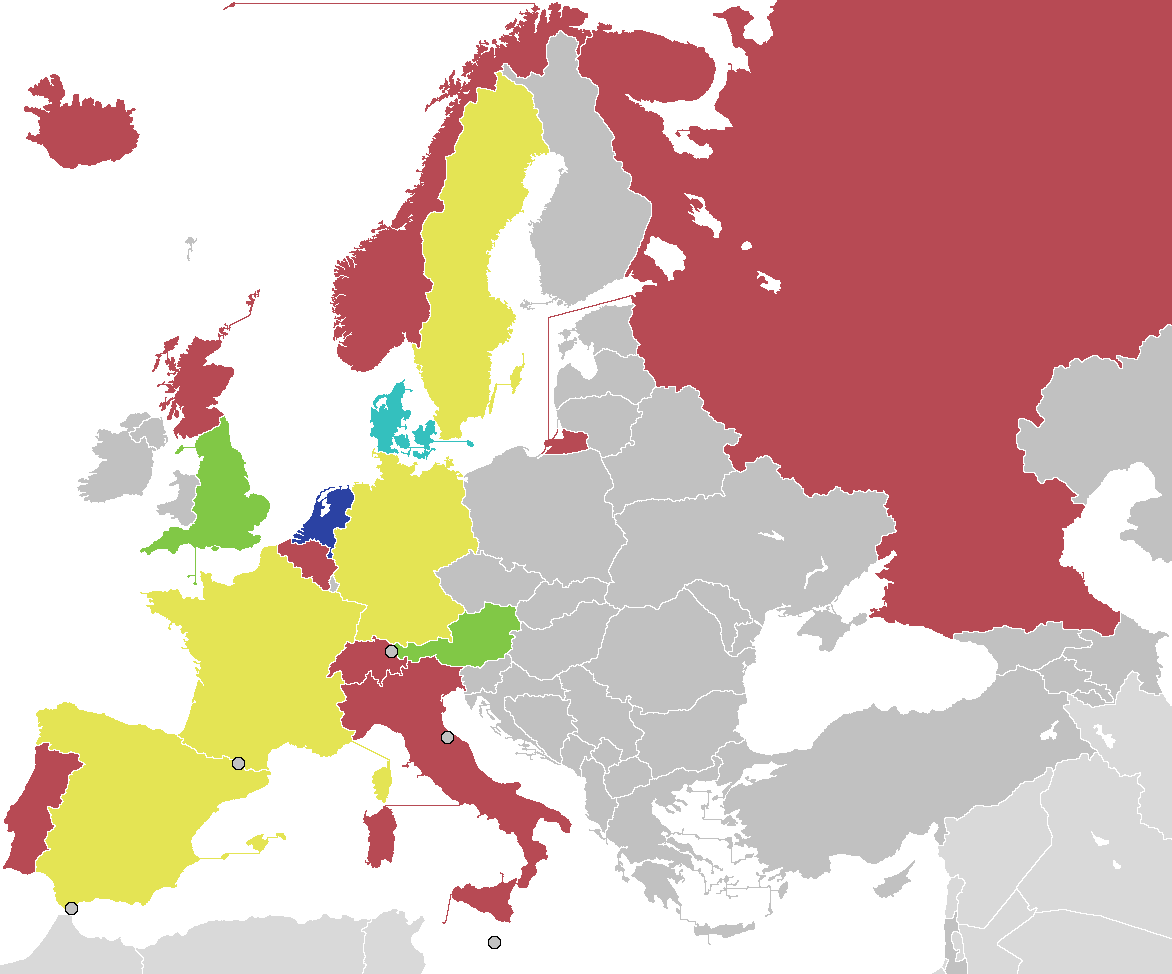
Piazzamenti delle nazionali a Euro 2017
Vincitore
Secondo posto
Semifinali
Quarti di finale
Gironi

Si qualificano alla fase ad eliminazione diretta le prime due classificate di ciascuno dei quattro gruppi.
In caso di parità di punti tra due o più squadre di uno stesso gruppo, le posizioni in classifica verranno determinate prendendo in considerazione, nell'ordine, i seguenti criteri:
1. maggiore numero di punti negli scontri diretti tra le squadre interessate (classifica avulsa);
2. migliore differenza reti negli scontri diretti tra le squadre interessate (classifica avulsa);
3. maggiore numero di reti segnate negli scontri diretti tra le squadre interessate (classifica avulsa);
4. se, dopo aver applicato i criteri dall'1 al 3, ci sono squadre ancora in parità di punti, i criteri dall'1 al 3 si riapplicano alle sole squadre in questione. Se continua a persistere la parità, si procede con i criteri dal 5 al 9;
5. migliore differenza reti;
6. maggiore numero di reti segnate;
7. calci di rigore se le due squadre sono a parità di punti al termine dell'ultima giornata;
8. classifica del fair play;
9. posizione del ranking UEFA al momento del sorteggio dei gironi.

### Gruppo A
| Pos. | Squadra     | Pt | G | V | N | P | GF | GS | DR |
| ---- | ----------- | -- | - | - | - | - | -- | -- | -- |
| 1.   | Paesi Bassi | 9  | 3 | 3 | 0 | 0 | 4  | 1  | +3 |
| 2.   | Danimarca   | 6  | 3 | 2 | 0 | 1 | 2  | 1  | +1 |
| 3.   | Belgio      | 3  | 3 | 1 | 0 | 2 | 3  | 3  | 0  |
| 4.   | Norvegia    | 0  | 3 | 0 | 0 | 3 | 0  | 4  | -4 |

| Arbitro: | Stéphanie Frappart |

|                   |           |  |
| van de Sanden 66’ | Marcatori |  |

| Arbitro: | Kateryna Monzul' |

|                |           |  |
| Troelsgaard 6’ | Marcatori |  |

| Arbitro: | Monika Mularczyk |

|  |           |                         |
|  | Marcatori | 59’ Van Gorp 67’ Cayman |

| Arbitro: | Riem Hussein |

|                   |           |  |
| Spitse 20’ (rig.) | Marcatori |  |

| Arbitro: | Bibiana Steinhaus |

|              |           |                               |
| Wullaert 59’ | Marcatori | 27’ (rig.) Spitse 74’ Martens |

| Arbitro: | Pernilla Larsson |

|  |           |         |
|  | Marcatori | 5’ Veje |

### Gruppo B
| Pos. | Squadra  | Pt | G | V | N | P | GF | GS | DR |
| ---- | -------- | -- | - | - | - | - | -- | -- | -- |
| 1.   | Germania | 7  | 3 | 2 | 1 | 0 | 4  | 1  | +3 |
| 2.   | Svezia   | 4  | 3 | 1 | 1 | 1 | 4  | 3  | +1 |
| 3.   | Russia   | 3  | 3 | 1 | 0 | 2 | 2  | 5  | -3 |
| 4.   | Italia   | 3  | 3 | 1 | 0 | 2 | 5  | 6  | -1 |

| Arbitro: | Jana Adámková |

|           |           |                              |
| Mauro 88’ | Marcatori | 9’ Danilova 26’ El. Morozova |

| Breda 17 luglio 2017, ore 20:45 CEST | Germania        | 0 – 0 referto | Svezia | Stadio Rat Verlegh (9 276 spett.)\| Arbitro: \| Katalin Kulcsár \| |
| Arbitro:                             | Katalin Kulcsár |               |        |                                                                    |

| Arbitro: | Stéphanie Frappart |

|                              |           |  |
| Schelin 22’ Blackstenius 51’ | Marcatori |  |

| Arbitro: | Kateryna Monzul' |

|                              |           |           |
| Henning 19’ Peter 67’ (rig.) | Marcatori | 29’ Mauro |

| Arbitro: | Monika Mularczyk |

|  |           |                                      |
|  | Marcatori | 10’ (rig.) Peter 56’ (rig.) Marozsán |

| Arbitro: | Esther Staubli |

|                                     |           |                              |
| Schelin 14’ (rig.) Blackstenius 47’ | Marcatori | 4’, 37’ Sabatino 85’ Girelli |

### Gruppo C
| Pos. | Squadra  | Pt | G | V | N | P | GF | GS | DR |
| ---- | -------- | -- | - | - | - | - | -- | -- | -- |
| 1.   | Austria  | 7  | 3 | 2 | 1 | 0 | 5  | 1  | +4 |
| 2.   | Francia  | 5  | 3 | 1 | 2 | 0 | 3  | 2  | +1 |
| 3.   | Svizzera | 4  | 3 | 1 | 1 | 1 | 3  | 3  | 0  |
| 4.   | Islanda  | 0  | 3 | 0 | 0 | 3 | 1  | 6  | -5 |

| Arbitro: | Bibiana Steinhaus |

|            |           |  |
| Burger 15’ | Marcatori |  |

| Arbitro: | Carina Vitulano |

|                      |           |  |
| Le Sommer 86’ (rig.) | Marcatori |  |

| Arbitro: | Anastasija Pustovojtova |

|                    |           |                             |
| Friðriksdóttir 33’ | Marcatori | 43’ Dickenmann 52’ Bachmann |

| Arbitro: | Jana Adámková |

|           |           |           |
| Henry 51’ | Marcatori | 27’ Makas |

| Arbitro: | Katalin Kulcsár |

|                  |           |           |
| Crnogorčević 19’ | Marcatori | 76’ Abily |

| Arbitro: | Riem Hussein |

|  |           |                                      |
|  | Marcatori | 36’ Zadrazil 44’ Burger 89’ Enzinger |

### Gruppo D
| Pos. | Squadra     | Pt | G | V | N | P | GF | GS | DR |
| ---- | ----------- | -- | - | - | - | - | -- | -- | -- |
| 1.   | Inghilterra | 9  | 3 | 3 | 0 | 0 | 10 | 1  | +9 |
| 2.   | Spagna      | 3  | 3 | 1 | 0 | 2 | 3  | 4  | -1 |
| 3.   | Scozia      | 3  | 3 | 1 | 0 | 2 | 2  | 8  | -6 |
| 4.   | Portogallo  | 3  | 3 | 1 | 0 | 2 | 3  | 5  | -2 |

| Arbitro: | Pernilla Larsson |

|                         |           |  |
| Losada 23’ Sampedro 42’ | Marcatori |  |

| Arbitro: | Esther Staubli |

|                                                       |           |  |
| Taylor 11’, 27’, 53’ White 32’ Nobbs 87’ Duggan 90+4’ | Marcatori |  |

| Arbitro: | Katalin Kulcsár |

|              |           |                         |
| Cuthbert 68’ | Marcatori | 27’ C. Mendes 72’ Leite |

| Arbitro: | Carina Vitulano |

|                     |           |  |
| Kirby 2’ Taylor 85’ | Marcatori |  |

| Arbitro: | Kateryna Monzul' |

|               |           |                      |
| C. Mendes 17’ | Marcatori | 7’ Duggan 48’ Parris |

| Arbitro: | Jana Adámková |

|          |           |  |
| Weir 42’ | Marcatori |  |

## Fase a eliminazione diretta

### Tabellone
|  | Quarti di finale | Quarti di finale | Quarti di finale |             |                 | Semifinali      | Semifinali | Semifinali |  |  | Finale | Finale | Finale |  |
|  |                  |                  |                  |             |                 |                 |            |            |  |  |        |        |        |  |
|  | 1A               | Paesi Bassi      | 2                |             |                 |                 |            |            |  |  |        |        |        |  |
|  | 1A               | Paesi Bassi      | 2                |             |                 |                 |            |            |  |  |        |        |        |  |
|  | 2B               | Svezia           | 0                |             |                 |                 |            |            |  |  |        |        |        |  |
|  | 2B               | Svezia           | 0                |             | Paesi Bassi     | Paesi Bassi     | 3          |            |  |  |        |        |        |  |
|  |                  |                  |                  |             | Paesi Bassi     | Paesi Bassi     | 3          |            |  |  |        |        |        |  |
|  |                  |                  | Inghilterra      | Inghilterra | 0               |                 |            |            |  |  |        |        |        |  |
|  | 1D               | Inghilterra      | Inghilterra      | Inghilterra | 0               | 1               |            |            |  |  |        |        |        |  |
|  | 1D               | Inghilterra      |                  |             |                 |                 |            |            |  |  |        |        |        |  |
|  | 2C               | Francia          | 0                |             |                 |                 |            |            |  |  |        |        |        |  |
|  | 2C               | Francia          | 0                |             | Paesi Bassi     | Paesi Bassi     | 4          |            |  |  |        |        |        |  |
|  |                  |                  |                  |             |                 |                 |            |            |  |  |        |        |        |  |
|  |                  |                  | Danimarca        | Danimarca   | 2               |                 |            |            |  |  |        |        |        |  |
|  | 1B               | Germania         | Danimarca        | Danimarca   | 2               | 1               |            |            |  |  |        |        |        |  |
|  | 1B               | Germania         |                  |             |                 |                 |            |            |  |  |        |        |        |  |
|  | 2A               | Danimarca        | 2                |             |                 |                 |            |            |  |  |        |        |        |  |
|  | 2A               | Danimarca        | 2                |             | Danimarca (dtr) | Danimarca (dtr) | 0 (3)      |            |  |  |        |        |        |  |
|  |                  |                  |                  |             | Danimarca (dtr) | Danimarca (dtr) | 0 (3)      |            |  |  |        |        |        |  |
|  |                  |                  | Austria          | Austria     | 0 (0)           |                 |            |            |  |  |        |        |        |  |
|  | 1C               | Austria (dtr)    | Austria          | Austria     | 0 (0)           | 0 (5)           |            |            |  |  |        |        |        |  |
|  | 1C               | Austria (dtr)    |                  |             |                 |                 |            |            |  |  |        |        |        |  |
|  | 2D               | Spagna           | 0 (3)            |             |                 |                 |            |            |  |  |        |        |        |  |

### Quarti di finale
| Arbitro: | Bibiana Steinhaus |

|                         |           |  |
| Martens 33’ Miedema 64’ | Marcatori |  |

| Arbitro: | Katalin Kulcsár |

|                |           |                       |
| Kerschowski 3’ | Marcatori | 49’ Nadim 83’ Nielsen |

| Arbitro: | Stéphanie Frappart |

|                                              |                      |                                    |
| Feiersinger Burger Aschauer Pinther Puntigam | Tiri di rigore 5 – 3 | García Sampedro Meseguer Corredera |

| Arbitro: | Esther Staubli |

|            |           |  |
| Taylor 60’ | Marcatori |  |

### Semifinali
| Arbitro: | Kateryna Monzul' |

|                                    |                      |                              |
| Nadim Harder So. Pedersen Sørensen | Tiri di rigore 3 – 0 | Feiersinger Pinther Aschauer |

| Arbitro: | Stéphanie Frappart |

|                                                 |           |  |
| Miedema 22’ Van de Donk 62’ Bright 90+4’ (aut.) | Marcatori |  |

### Finale
| Arbitro: | Esther Staubli |

|                                         |           |                            |
| Miedema 10’, 89’ Martens 28’ Spitse 51’ | Marcatori | 6’ (rig.) Nadim 33’ Harder |

## Statistiche
Fonte UEFA.com

### Classifica marcatrici
5 reti
- Jodie Taylor

4 reti
- Vivianne Miedema

3 reti
- Lieke Martens
- Sherida Spitse

2 reti
- Nina Burger
- Nadia Nadim
- Babett Peter

- Toni Duggan
- Ilaria Mauro
- Daniela Sabatino

- Carolina Mendes
- Stina Blackstenius
- Lotta Schelin

1 rete
- Stefanie Enzinger
- Sarah Zadrazil
- Lisa Makas
- Janice Cayman
- Elke Van Gorp
- Tessa Wullaert
- Pernille Harder
- Theresa Nielsen
- Sanne Troelsgaard
- Katrine Veje
- Camille Abily
- Amandine Henry

- Eugénie Le Sommer
- Josephine Henning
- Isabel Kerschowski
- Dzsenifer Marozsán
- Fran Kirby
- Jordan Nobbs
- Nikita Parris
- Ellen White
- Fanndís Friðriksdóttir
- Cristiana Girelli
- Daniëlle van de Donk

- Shanice van de Sanden
- Ana Leite
- Elena Danilova
- Elena Morozova
- Erin Cuthbert
- Caroline Weir
- Victoria Losada
- Amanda Sampedro
- Ramona Bachmann
- Ana-Maria Crnogorčević
- Lara Dickenmann

Autoreti
- Millie Bright (in favore dei Paesi Bassi)

### Premi
I seguenti premi sono stati concessi dalla UEFA al termine del torneo. I premi golden, silver, e bronze boot vennero tutti sponsorizzati dall'Adidas.
| Player of the tournament                        | Player of the tournament                            | Player of the tournament                         |
| ----------------------------------------------- | --------------------------------------------------- | ------------------------------------------------ |
| Lieke Martens                                   |                                                     |                                                  |
| Golden Boot                                     | Silver Boot                                         | Bronze Boot                                      |
| Jodie Taylor 5 reti 0 assist 328 minuti giocati | Vivianne Miedema 4 reti 0 assist 536 minuti giocati | Lieke Martens 3 reti 2 assist 525 minuti giocati |

UEFA Squad of the Tournament
| Portieri            | Difensori                                               | Centrocampisti                                              | Attaccanti                   |
| ------------------- | ------------------------------------------------------- | ----------------------------------------------------------- | ---------------------------- |
| Sari van Veenendaal | Verena Aschauer Lucy Bronze Anouk Dekker Steph Houghton | Jackie Groenen Lieke Martens Theresa Nielsen Sherida Spitse | Pernille Harder Jodie Taylor |